# Psychomyia sigma
Psychomyia sigma är en nattsländeart. Psychomyia sigma ingår i släktet Psychomyia och familjen tunnelnattsländor. Inga underarter finns listade i Catalogue of Life.